# Fortignathus
Fortignathus is een geslacht van uitgestorven dyrosauride of peirosauride crocodylomorfen bekend uit de Echkarformatie uit het Laat-Krijt van Niger. Het bevat als enige soort Fortignathus felixi.

## Naamgeving
In 2002 benoemde F. de Lapparent de Broin de typesoort van Fortignathus: Elosuchus felixi. De soortaanduiding eert Albert-Félix de Lapparent welke in februari 1953 de fossielen vond. Albert had de soort in 1965 benoemd als Elosuchus africanus maar in een proefschrift dat nooit gepubliceerd zou worden zodat de naam een ongeldige nomen ex dissertatione bleef.
In 2016 benoemden Mark T. Young, Alexander K. Hastings, Ronan Allain en Thomas J. Smith het aparte geslacht Fortignathus. De geslachtsnaam is afgeleid van het Latijn fortis, 'krachtig', en het Grieks gnathos, 'kaak'.
Het holotype is MNHN INA 25, een linkerdentarium en spleniale van een jong dier gevonden bij In Abangharit, nabij Tamesna, in een laag van de Echkarformatie. Toegewezen zijn de specimina MNHN.F INA 21, de onderkaak van een zeer groot individu, en MNHN.F INA. 22, de punt van de onderkaak van een individu in grootte tussen het holotype en het grote exemplaar in liggend. De Broin meldde nog eens een vijftigtal fragmentarische vondsten maar identificeerde  die niet zodat hun status onzeker bleef. Dit materiaal, ten dele zoek, werd in 2016 niet toegewezen. Hetzelfde gold voor talrijke osteodermen en al het materiaal uit de bovenkaken.

## Beschrijving
MNHN.F INA. 22 heeft een bewaarde lengte van 555 millimeter.
Er werden enkele onderscheidende kenmerken vastgesteld. Een daarvan is een autapomorfie, unieke afgeleide eigenschap. De derde en veertiende tand in de onderkaak zijn vergroot en hebben een overdwars gerichte min of meer ovale of rechthoekige doorsnede.
Daarnaast is er een unieke combinatie van op zich niet unieke kenmerken. Het bovenkaaksbeen heeft twee grote buigingen naar onder, afgaande op holle zones in het dentarium van de onderkaak. Iedere onderkaak heeft in totaal negentien tanden, dus achtendertig voor de kop in totaal. Twaalf of dertien tanden van de onderkaak liggen langs de symfyse, de vergroeiingen van de voorste onderkaken. Zes tanden liggen vóór het spleniale. De symfyse van de onderkaken is 1,5 tot 2,5  maal overdwars breder dan verticaal hoog.

## Fylogenie
De Broin plaatste de soort in de Elosuchidae. De auteurs in 2017 vonden dat begrip niet erg nuttig: hun analyses toonden aan dat de soorten die in die groep geplaats waren, in feite niet nauw verwant zijn. Zij determineerden Fortignathus niet verder dan de Tethysuchia, of als meest basale soort van de Dryosauridae of als zustertaxon van die klade.